# Microdon barringtonensis
Microdon barringtonensis är en tvåvingeart som beskrevs av Ferguson 1926. Microdon barringtonensis ingår i släktet myrblomflugor, och familjen blomflugor. Inga underarter finns listade i Catalogue of Life.